# Längenmoos (Mittelstetten)
Längenmoos ist ein Gemeindeteil der Gemeinde Mittelstetten im oberbayerischen Landkreis Fürstenfeldbruck. Das Dorf liegt circa eineinhalb Kilometer südöstlich von Mittelstetten.

## Baudenkmäler
- Kapelle St. Maria
- Taubenkobel